# Núvol d'Smith
El núvol d'Smith és un núvol d'alta velocitat d'hidrogen gasós situat a la constel·lació de l'Àguila en les coordenades galàctiques l = 39°, b = −13°. El núvol va ser descobert en 1963 per Gail Bieger, el cognom de la qual de soltera era Smith, una estudiant d'astronomia a la Universitat de Leiden als Països Baixos. Usant el Telescopi de Green Bank de la National Science Foundation, els radioastrònoms van descobrir que el núvol d'Smith té una massa d'almenys un milió de masses solars i mesura 3.000 parsecs (9.800 anys llum) de llarg per 1.000 pc (3.300 anys llum) d'ample en projecció. El núvol està entre 11.100 pc (36 000 anys llum) i 13.700 pc (45.000 anys llum) de la Terra i té un diàmetre angular de 10 a 12 graus, aproximadament igual d'ampla que la constel·lació d'Orió, o prop de vint vegades el diàmetre del pleniluni, encara que el núvol no és visible a ull nu.
Aparentment, el núvol s'està movent en direcció al disc de la Via Làctica a 73 ± 26 quilòmetres per segon. Es d'esperar que el núvol d'Smith es barrege amb la Via Làctia a 27 milions d'anys en algun punt del braç de Perseu. Els astrònoms creuen que xocarà amb el disc de la Via Làctia en un angle de 45°, i que el seu impacte podria produir una explosió de formació estel·lar o una supercapa d'hidrogen neutral.
Projectant la trajectòria del núvol enrere en el temps, s'estima que va haver passat a través del disc de la Via Làctia fa prop de 70 milions d'anys. Per haver sobreviscut a la seva trobada prèvia, hom creu que està integrada dins un halo de matèria fosca massiu. El fet que sobrevisquera a aquesta prèvia trobada significa que és probable que siga molt més massiu del que es va creure anteriorment, i podria ser un candidat per ser una galàxia fosca.